# Arthroleptella subvoce
Arthroleptella subvoce är en groddjursart som beskrevs av Turner, De Villiers, Dawood och Channing 2004. Arthroleptella subvoce ingår i släktet Arthroleptella och familjen Pyxicephalidae. Inga underarter finns listade i Catalogue of Life.
Detta groddjur förekommer i en liten region i Västra Kapprovinsen i Sydafrika norr om Kapstaden. Utbredningsområdet är endast 7 km² stort. Det ligger 900 till 1100 meter över havet. Arten lever i fuktiga delar av busklandskapet Fynbos. Honor lägger 8 till 12 ägg per år. Ungarna är full utvecklade när äggen kläcks.
Beståndet hotas främst av bränder. Populationen påverkas även av introducerade främmande växter som förbrukar mer vatten. IUCN kategoriserar arten globalt som akut hotad.